# Oxna
Oxna (areal 68 ha) er en ubeboet ø på Shetlandsøerne vest for Burra, højeste punkt er 38 m. 
Øen har to søer, der ofte besøges af lystfiskere. Nær Oxna ligger holmene Hogs of Oxna, Bulta Sound, Spoose Holm og Cheynies. De sidste fastboende forlod øen i 1918. Landingspladsen Sandy Voe, hvor familierne Slaters og Fullertons boede, har kun et hus ejet af familien Fullerton tilbage.